# M198 155mm榴弾砲

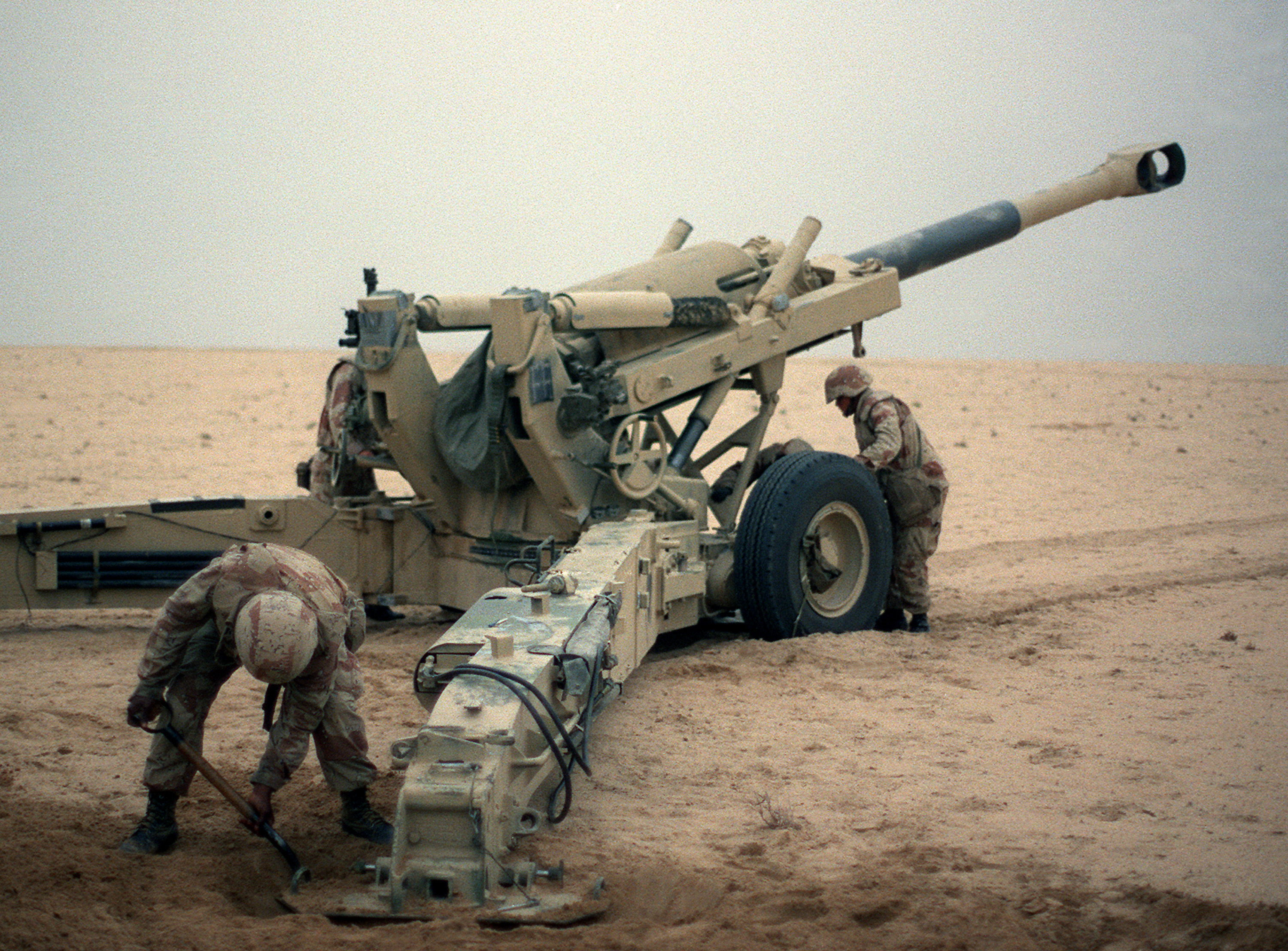
アメリカ陸軍のM198榴弾砲

M198 155mm榴弾砲（エム198 155ミリりゅうだんほう、英語: M198 155mm Howitzer）は、アメリカ合衆国の155mm榴弾砲である。

## 概要
M198榴弾砲は、M114 155mm榴弾砲の後継として開発された中型の牽引式榴弾砲であり、このクラスの榴弾砲としては標準的な性能を持っているが、同時期にイギリス・西ドイツ・イタリアが共同開発したFH70やフランス製のTRF1と比較すると、自走用の補助エンジンを持っていないため陣地に配備する際の最終位置調整は人力で行う必要がある上に連射速度もやや低いが、その分低コストかつ軽量で信頼性も高い。

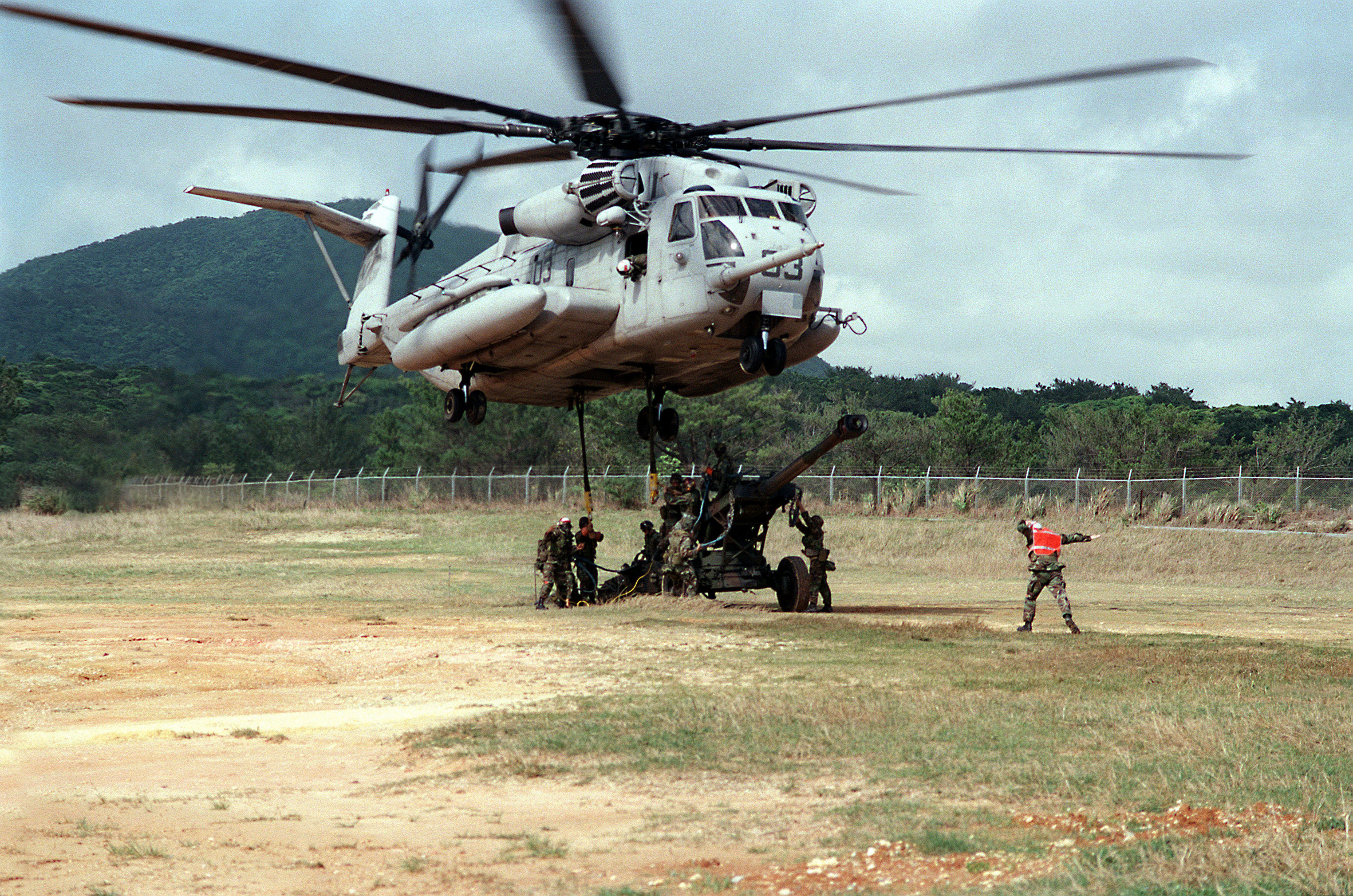
CH-53で空輸されたM198

パラシュートによる輸送機からの投下が可能なように設計されているほか、CH-47 チヌークやCH-53E スーパースタリオンの機体下に吊り下げての輸送が可能であることからアメリカでは海兵隊の主力野戦榴弾砲として、第1海兵師団隷下の第11海兵連隊、第2海兵師団隷下の第10海兵連隊、第3海兵師団隷下の第12海兵連隊、第4海兵師団隷下の第14海兵連隊の合計4個連隊に配備運用されている。
陸軍でも第18空挺砲兵旅団（元々は第18空挺軍団司令部直属部隊であったが、2008年に第82空挺師団隷下に移管）やストライカー旅団戦闘団などの軽装で戦略的機動力の高い部隊に配備されている。
ベトナム戦争への参加経験は不明であるが、湾岸戦争には確実に投入されている。その後は、アフガニスタン戦争とイラク戦争でも使用されているが、現在は海兵隊と陸軍の双方で軽量化を推し進めて設計されたM777に更新が進められており、近い将来に退役する予定である。
アメリカ以外ではタイ王国陸軍とオーストラリア陸軍、レバノン軍、イラク軍などが採用している。
|          | /FH70                                 | TRF1                                  | G5                                  | 2A65                                | M198                                              | M777                                            |
| -------- | ------------------------------------- | ------------------------------------- | ----------------------------------- | ----------------------------------- | ------------------------------------------------- | ----------------------------------------------- |
| 画像     |                                       |                                       |                                     |                                     |                                                   |                                                 |
| 主砲     | 39口径155mm                           | 40口径155mm                           | 45または52口径155mm                 | 47口径152mm                         | 39.3口径155mm                                     | 39口径155mm                                     |
| 全長     | 9.8 m（牽引時） 12.4 m（射撃時）      | 10 m（牽引時）                        | 9.1 m（牽引時）                     | 11.4 m - 12.7 m（射撃時）           | 7.09 m（牽引時） 11.3 m（射撃時）                 | 9.5 m（牽引時） 10.7 m（射撃時）                |
| 全幅     | 2.56 m（牽引時）                      | 3.09 m（牽引時）                      | 3.3 m（牽引時）                     | 不明                                | 2.79 m（牽引時） 8.53 m（射撃時）                 | 3.3 m（牽引時）                                 |
| 全高     | 2.56 m（牽引時）                      | 1.79 m（射撃時）                      | 2.1 m（牽引時）                     | 不明                                | 2.12 m（牽引時） 1.8 m（射撃時）                  | 不明                                            |
| 重量     | 7.8 t - 9.6 t                         | 10.52 t                               | 13.75 t                             | 7 t                                 | 7.162 t                                           | 4.218 t                                         |
| 砲員数   | 8名                                   | 7名                                   | 8名                                 | 6 - 11名                            | 11名                                              | 5名                                             |
| 最大射程 | 24 km（通常弾） 30 km（RAP弾）        | 24 km（通常弾） 30 km（RAP弾）        | 30 km（通常弾） 50km（RAP弾）       | 24.7 km（通常弾） 28.9 km（RAP弾）  | 22.4 km（M107弾） 26.5 km（M795弾） 30km（RAP弾） | 24 km（M107弾） 30 km（ERFB弾） 40 km（M982弾） |
| 発射速度 | 3発/15秒（最大） 3-6発/分（持続射撃） | 3発/15秒（最大） 3-6発/分（持続射撃） | 3発/分（最大） 1発/分（連続射撃時） | 8発/分（最大） 1発/分（連続射撃時） | 4発/分（最大） 2発/分（持続射撃）                 | 5発/分（最大） 2発/分（持続射撃）               |
| 採用国   | 10                                    | 3                                     | 6                                   | 7                                   | 10                                                | 4                                               |

## 諸元・性能
出典: Christopher Chant (1987). A compendium of armaments and military hardware. Routledge. ISBN 9780710207203
諸元
- 種別: 榴弾砲
- 口径: 155mm
- 砲身長: 39.3口径長
- 重量: 7,162kg
- 全長: 11.3m（射撃時）/7.09m（牽引時）
- 全幅: 8.53m（射撃時）/2.79m（牽引時）
- 全高: 1.80m（射撃時）/2.12m（牽引時）
- 砲員数: 11名

作動機構
- 砲尾: 螺旋式閉鎖機
- 反動: 液気圧式駐退機+2段式マズルブレーキ
- 砲架: 開脚式

性能
- 俯仰角: -5°~+72°
- 旋回角: 45度
- 初速: 827m/秒
- 最大射程: 18,150m（通常弾）, 30km（RAP弾（英語版））
- 発射速度: 4発/分（最大）, 2発/分（持続射撃）

砲弾・装薬
- 弾薬: 砲弾・薬嚢分離装填式（NATO標準規格）
- 砲弾: M107榴弾など

運用史
- 開発国:  アメリカ合衆国
- 生産期間: 1979年-設計期間：1968年-1977年

## 運用者
- オーストラリア陸軍
- エクアドル陸軍 - 2024年時点で、10門のM198を保有[3]。
- エルサルバドル陸軍 - 2024年時点で、12門のM198を保有[4]。
- ホンジュラス陸軍
- イラク陸軍
- レバノン陸軍 - 2024年時点で、218門のM198を保有[5]。
- パキスタン陸軍
- サウジアラビア陸軍
- ソマリア陸軍
- タイ陸軍
- アメリカ陸軍,  アメリカ海兵隊

## 登場作品
『続・戦国自衛隊』
戦国時代にタイムスリップしたアメリカ海兵隊の装備として登場。大坂の陣にて使用され、大阪城周辺に展開する豊臣軍を砲撃する。